# 赫德蝦屬
赫德蝦屬（學名：Hurdia）是赫德蝦科的一個屬，是放射齒目第三個被發現的物種，與其他放射齒目物種一樣，許多化石被當成是其他物種。

## 命名
Hurdia是來源自赫德山的史蒂芬地層位於加拿大不列颠哥伦比亚省加拿大太平洋鐵路約3800呎（1158.24公尺）的一座山。victoria是源自於維多利亞山（加拿大）（海拔 3,464公尺），由J·諾曼·科里於1897年命名，以紀念維多利亞女王。

## 發現與分類的歷史
一開始是由查爾斯·都利特·沃爾科特於1912年在加拿大發現此物種， 在1962年，Rolfe命名了Proboscicaris，其實是赫德蝦的側面骨片（P骨片 ）。
德斯蒙德·柯林斯在1996整合了當時發現的所有資料，並提出恐蝦綱和放射齒目這個想法，也正式確定赫德蝦屬的目與纲和大概的分類。在2014年，Vinther等人提出赫德虾科和抱怪虫科的想法，將原本只有奇蝦科的放射齒目添加了兩科，可是Vinther等人只是依照系統發生學提出，結果是Pates和Rudy再次發表。